# Togg
TOGG, скорочення Türkiye'nin Otomobili Girişim Grubu A. Ş.  (англ. Turkey's Automobile Joint Venture Group Inc.) — турецька автомобілебудівна компанія, заснована в 2018 році.

## Частки
Акціонерами компанії є наступні підприємства:
- Anadolu Group (тур.)  (19%)
- BMC Turkey (19%)
- Kök Grubu (19%)
- Turkcell (19%)
- Zorlu Holding (тур.)  (19%)
- Союз торгових палат і товарних бірж Туреччини (5%)

## Історія
У 2010-ті роки президент Туреччини Реджеп Тайіп Ердоган закликав налагодити в країні національну автомобільну промисловість і почати випускати турецькі автомобілі. У 2017 році було оголошено про заснування автомобілебудівної компанії TOGG і названий список її акціонерів. 27 грудня 2019 року в Гебзе на тлі створення національної «Кремнієвої долини» (тур. Bilişim Vadisi) турки оголосили, що розробляють власний автомобіль, в який буде вкладено 3,7 млрд. доларів США. Зі слів президента Ердогана, один з автомобілів — SUV, інший — седан. Перші прототипи були представлені в Італії компанією Pininfarina. Планується звести завод в районі Гемлик (іл Бурса).

## Моделі
Дві моделі автомобіля TOGG були представлені у грудні 2019 року: це електромобілі з дальністю ходу від 300 до 500 км. Термін служби батареї становить 8 років, підтримується 2-й рівень автономності.
| Ім'я         | Тип               | Оголошено      | Дата випуску | Двигун      |
| ------------ | ----------------- | -------------- | ------------ | ----------- |
| TOGG (SUV)   | C-клас кросовер   | 27 грудня 2019 | 2022         | Електричний |
| TOGG (седан) | C-клас седан      | 27 грудня 2019 | 2024         | Електричний |
| TBA          | C-клас хетчбек    | Буде оголошено | до 2030      | Електричний |
| TBA          | B-клас SUV        | Буде оголошено | до 2030      | Електричний |
| TBA          | C-клас компактвен | Буде оголошено | до 2030      | Електричний |

## Завод-виробник
Для будівництва заводу-виробника був обраний регіон Харалар в районі Гемлик мулу Бурса. Завод буде займати територію 400 га і розміщуватись в приміщеннях, що належать збройним силам Туреччини. Місце було обрано завдяки близькому розташуванню до порту, зони вільної торгівлі і постачальникам ресурсів. Вартість будівництва оцінюється в 22 млрд. турецьких лір (близько 3,7 млрд. доларів США), будуть створені 4323 робочих місця в процесі будівництва.